# Флупиртин
Флупирти́н (торговые марки: «Катадолон» — оригинальный препарат, «Нолодатак», «Ардалон») — лекарственное средство, ненаркотический анальгетик центрального действия. Был разработан и представлен на рынке в Европе фирмой "Asta Medica" в 1984 году.
По принципу действия кардинально отличается от других анальгетиков и нестероидных противовоспалительных препаратов. По данным разработчика препарата, флупиртин является селективным активатором нейрональных К+-каналов. За счет непрямого антагонизма по отношению к NMDA-рецепторам, активирующих нисходящие механизмы модуляции боли и ГАМК-ергические процессы, оказывает анальгезирующее, миорелаксирующее и нейропротективное действие.
В феврале 2018 года Комитет по оценке рисков в сфере фармаконадзора (PRAC) Европейского агентства по лекарственным препаратам (EMA) рекомендовал изъять с рынка Европы данный анальгетик. По оценкам экспертов соотношение польза/риск у препарата неприемлемое. Претензия к препарату с тридцатилетней историей использования основана на перепроверке его гепатотоксичности в 2012 году.
Выводы о повышенной гепатотоксичности флупиртина были внезапно пересмотрены спустя 30 лет на основе исследования, где средний возраст испытуемых был 58.9±13.8 лет, средний индекс массы тела (ИМТ) 28.6±5.8 кг/м2, что соответствует предожирению. В шестинедельном испытании было задействовано 84 человека (72 женщины), дозировка флупиртина составляла 600 мг в день. Из 84-х испытуемых у 7-рых произошло повышение уровня печеночных ферментов.
Возраст и индекс массы тела этих испытуемых не указывался.
Данные исследования подвергаются критике, как в Евросоюзе, где флупиртин сравнивается с доступными опиоидами, так и в России, где его гепатотоксичность сравнивается со значительно более высокой, чем у парацетамола, и с вредностью прочих НПВП, с точки зрения желудочных и кардиологических событий.По состоянию на июнь 2018 года маркетинговые разрешения на лекарства, содержащие флупиртин, еще не отозваны, и окончательное решение, несмотря на 23 события, связанных с гепатотоксичностью, произошедших с 2013 года, (некоторые на территории ЕС) еще не принято.
В августе 2018 Минздрав России отменил регистрацию в России всех лекарственных средств, содержащих Флупиртин.

## Фармакологическое действие
Оказывает анальгетическое, миорелаксирующее и нейропротекторное действие, основанное на непрямом антагонизме по отношению NMDA-рецепторам, активации нисходящих механизмов модуляции боли и GABA-ергических процессов

## Фармакодинамика
Флупиртин является представителем класса лекарственных препаратов — селективных активаторов нейрональных калиевых каналов (Selective Neuronal Potassium Channel Opener — SNEPCO). По своим фармакологическим эффектам препарат представляет собой неопиоидный анальгетик центрального действия, не вызывающий зависимости и привыкания, кроме того, оказывает миорелаксирующее и нейропротективное действие. В основе действия флупиртина лежит активация потенциалнезависимых калиевых каналов, которая приводит к стабилизации мембранного потенциала нейрона. Влияние на ток ионов калия опосредовано воздействием препарата на систему регуляторного G-белка. Обезболивающее действие основано как на непрямом антагонизме по отношению к NMDA (N-methyl-D-aspartate)-pецепторам, так и на модуляции механизмов боли, связанных с влиянием на ГАМКергические системы.
В терапевтических концентрациях флупиртин не связывается с альфа1-, альфа2-адренорецепторами, серотониновыми 5НТ1-, 5НТ2-рецепторами, дофаминергическими, бензодиазепиновыми, опиатными, центральными мускаринергическими или никотинергическими рецепторами.
Центральное действие флупиртина основано на 3 основных эффектах:
Обезболивающее действие
Флупиртин активирует (открывает) потенциал независимые калиевые каналы, что приводит к стабилизации мембранного потенциала нервной клетки. При этом происходит торможение активности NMDA-рецепторов и, как следствие, блокада нейрональных ионных каналов кальция, снижение внутриклеточного тока ионов кальция. Вследствие развивающегося подавления возбуждения нейрона в ответ на ноцицептивные стимулы, ингибирования ноцицептивной активации, реализуется обезболивающий эффект. При этом происходит торможение нарастания нейронального ответа на повторные болевые стимулы. Такое действие предотвращает усиление боли и переход её в хроническую форму, а при уже имеющемся хроническом болевом синдроме ведет к снижению его интенсивности. Установлено также модулирующее влияние флупиртина на восприятие боли через нисходящую норадренергическую систему.
Миорелаксирующее действие
Антиспастическое действие на мышцы связано с блокированием передачи возбуждения на мотонейроны и промежуточные нейроны, приводящим к снятию мышечного напряжения. Это действие флупиртина проявляется при многих хронических заболеваниях, сопровождающихся болезненными мышечными спазмами (скелетно-мышечные боли в шее и спине, артропатии, тензионные головные боли, фибромиалгия).
Нейропротективное действие
Нейропротективные свойства препарата обусловливают защиту нервных структур от токсического действия высоких концентраций внутриклеточных ионов кальция, что связано с его способностью вызывать блокаду нейрональных ионных кальциевых каналов и снижать внутриклеточный ток ионов кальция.

## Фармакокинетика
После приема внутрь препарат быстро и практически полностью (90 %) всасывается в ЖКТ. До 75 % принятой дозы метаболизируется в печени с образованием метаболитов M1 и М2. Активный метаболит M1 (2-амино-3-ацетамино-6-(4-фтор)-бензиламинопиридин) образуется в результате гидролиза уретановой структуры (1-я фаза реакции) и последующего ацетилирования (2-я фаза реакции) и обеспечивает в среднем 25 % обезболивающей активности флупиртина. Другой метаболит М2 не является биологически активным, образуется в результате реакции окисления (1-я фаза) п-фторбензила с последующей конъюгацией (2-я фаза) п-фторбензойной кислоты с глицином.
T1/2 препарата из плазмы крови составляет около 7 ч (10 ч для основного вещества и метаболита M1), что является достаточным для обеспечения обезболивающего эффекта.
Концентрация действующего вещества в плазме крови пропорциональна дозе. У лиц пожилого возраста (старше 65 лет) по сравнению с молодыми пациентами наблюдается увеличение T1/2 (до 14 ч при однократном приеме и до 18,6 ч при приеме в течение 12 дней), и Cmax препарата в плазме крови соответственно в 2-2,5 раза выше.
Большей частью выводится почками (69 %): 27 % — в неизмененном виде, 28 % — в виде метаболита M1 (ацетил-метаболит), 12 % — в виде метаболита М2 (п-фторгиппуровая кислота); 1/3 введенной дозы выводится в виде метаболитов невыясненной структуры. Небольшая часть дозы выводится из организма с желчью и калом.

## Показания препарата
Острая и хроническая боль при следующих состояниях:
- Мышечные спазмы (скелетно-мышечные боли в шее и спине, артропатии, фибромиалгия);
- Головные боли;
- Злокачественные новообразования;
- Дисменорея;
- Посттравматическая боль;
- Болевой синдром при травматологических/ортопедических операциях и вмешательствах.

## Противопоказания
- Повышенная чувствительность к действующему веществу или любому другому компоненту препарата;
- Заболевания печени в анамнезе;
- Холестаз;
- Выраженная миастения;
- Алкоголизм;
- Звон в ушах (в том числе недавно излеченный);
- Беременность;
- Период кормления грудью;
- Детский возраст до 18 лет.

С осторожностью: нарушения функции печени и/или почек, возраст старше 65 лет, гипоальбуминемия.

## Побочные действия
- Наиболее часто (>10 % случаев) — усталость/слабость (у 15 % больных), особенно в начале лечения.
- Часто (от 1 до 10 %) — головокружение, изжога, тошнота, рвота, запор, расстройство пищеварения, метеоризм, боль в животе, сухость во рту, потеря аппетита, депрессия, нарушения сна, потливость, беспокойство, нервозность, тремор, головная боль, диарея.
- Редко (от 0,1 до 1 %) — спутанность сознания, нарушения зрения и аллергические реакции (сыпь, крапивница и зуд, иногда с повышением температуры тела).
- Очень редко (менее 0,01 %) — преходящее повышение активности печеночных трансаминаз (при снижении дозы или отмене препарата возвращается к нормальным показателям), острый или хронический лекарственный гепатит (с желтухой или без, элементами холестаза или без них).

Побочные действия в основном зависят от дозы препарата (за исключением аллергических реакций). Во многих случаях они исчезают сами по себе по мере проведения или после окончания лечения.

## Взаимодействие
Усиливает действие алкоголя, седативных средств и миорелаксантов. В связи с тем, что флупиртин связывается с белками, следует учитывать возможность взаимодействия его с другими одновременно принимаемыми ЛС (например ацетилсалициловой кислотой, бензилпенициллином, дигоксином, глибенкламидом, пропранололом, клонидином, варфарином и диазепамом), которые могут вытесняться флупиртином из связи с белками, что может приводить к усилению их активности. Особенно этот эффект может быть выражен при одновременном приеме варфарина или диазепама с флупиртином.
При одновременном назначении флупиртина и производных кумарина рекомендуется регулярно контролировать протромбиновый индекс, чтобы своевременно скорректировать дозу кумарина. Данных о взаимодействии с другими антикоагулянтами или антиагрегантами (ацетилсалициловая кислота и др.) нет. При одновременном применении флупиртина с препаратами, которые метаболизируются в печени, требуется регулярный контроль уровня печеночных ферментов. Следует избегать комбинированного применения флупиртина и ЛС, содержащих парацетамол и карбамазепин.

## Способ применения и дозы
- Внутрь, не разжевывая и запивая небольшим количеством жидкости (100 мл).
- Взрослым: по 1 капс. 3-4 раза в день с равными интервалами между приемами. При выраженных болях — по 2 капс. 3 раза в день. Максимальная суточная доза — 600 мг (6 капс.).
- Дозы подбирают в зависимости от интенсивности боли и индивидуальной чувствительности больного к препарату.
- Больным старше 65 лет: в начале лечения по 1 капс. утром и вечером. Доза может быть увеличена до 300 мг в зависимости от интенсивности боли и переносимости препарата.
- У больных с выраженными признаками почечной недостаточности или при гипоальбуминемии суточная доза не должна превышать 300 мг (3 капс.).
- У больных со сниженной функцией печени суточная доза не должна превышать 200 мг (2 капс.).
- При необходимости назначения более высоких доз препарата за больными устанавливают тщательное наблюдение.
- Длительность терапии определяется лечащим врачом и зависит от динамики болевого синдрома и переносимости. При длительном применении следует контролировать активность печеночных ферментов с целью выявления ранних симптомов гепатотоксичности.

## Передозировка
Симптомы: тошнота, тахикардия, состояние прострации, плаксивость, спутанность сознания, сухость во рту.
Лечение: симптоматическое (промывание желудка, форсированный диурез, введение активированного угля и электролитов). Специфического антидота нет.

## Особые указания
- У больных со сниженной функцией печени или почек следует контролировать активность печеночных ферментов и содержание креатинина в моче.
- У пациентов, страдающих звоном в ушах, в том числе недавно излеченным, возрастает риск повышения активности печеночных ферментов при приеме флупиртина, в связи с чем прием препарата противопоказан таким пациентам.
- У больных старше 65 лет или с выраженными признаками почечной, и/или печеночной недостаточности, или гипоальбуминемии необходимо проводить коррекцию дозы.
- При лечении флупиртином возможны ложноположительные реакции теста с диагностическими полосками на билирубин, уробилиноген и белок в моче. Аналогичная реакция возможна при количественном определении уровня билирубина в плазме крови.
- При применении препарата в высоких дозах в отдельных случаях может отмечаться окрашивание мочи в зеленый цвет, что не является клиническим признаком какой-либо патологии.

Влияние на способность управлять автотранспортом и работу с механизмами. Учитывая, что Катадолон® может ослаблять внимание и замедлять скорость реакции, во время лечения рекомендуется воздерживаться от управления транспортом и занятий потенциально опасными видами деятельности.